# Hemipecteros teffeina
Hemipecteros teffeina är en fjärilsart som beskrevs av William Schaus 1928. Hemipecteros teffeina ingår i släktet Hemipecteros och familjen tandspinnare. Inga underarter finns listade i Catalogue of Life.